# Hinzelmann

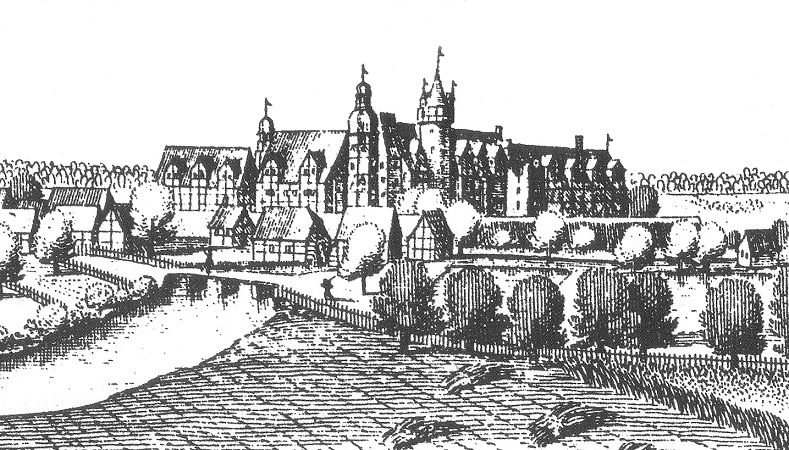
Merian-Kupferstich des Renaissance-Schlosses Hudemühlen von 1654, im 19. Jahrhundert abgerissen

Hinzelmann (auch Lüring) ist die Bezeichnung für einen Kobold als Sagengestalt. Er soll Gutes, wie die Erledigung von Hausarbeit, vollbracht haben. Er konnte aber auch böse werden, wenn man ihn reizte. Dabei trat Hinzelmann ohne Gestalt auf und hatte die Stimme eines Kindes. Ludwig Bechstein nennt auch Auftritte in Gestalt eines toten Kindes. Seine Heimat soll im Böhmischen Gebirge gelegen haben. Er ging vor allem durch sein Treiben im Schloss Hudemühlen in Hodenhagen 1584–1588 in die Sagenwelt ein. 1588 ging er freiwillig von Hudemühlen fort und ließ sich danach in Eystrup nieder. Der Legende nach wird Hinzelmann bei gleichzeitiger Erfüllung dreier Bedingungen wiederkommen: Wenn die Köchin einen kaputten Wassereimer mit einer kaputten Kelle füllt, wenn der Dackel unter einem Weidenbaume Junge wirft und wenn ein Kind mit nur einem Auge zur Welt kommt.
Auch die Brüder Grimm haben die Sage vom Hinzelmann niedergeschrieben. Sie bedienten sich dabei des 1704 erschienenen Buches:

„Der vielförmige Hintzelmann oder umbständliche und merkwürdige Erzehlung von einem Geist, der sich auf dem Hause Hudemühlen und hernach zu Estrup im Lande Lüneburg unter vielfältigen Gestalten und verwunderlicher Veränderung – sehen lassen. 379 S. in 12. von dem Pfarrer Feldmann zu Eickelohe zuerst abgefaßt.“